# Осока низька
Осока́ низька́, або осока́ приземкува́та (Carex humilis) — багаторічна рослина родини осокових. Вирізняється дуже коротким стеблом і світло-зеленим листям. Відіграє важливу роль в харчуванні диких травоїдних тварин і домашньої худоби. Регіонально рідкісний вид, узятий під охорону в Україні та Росії.

## Опис

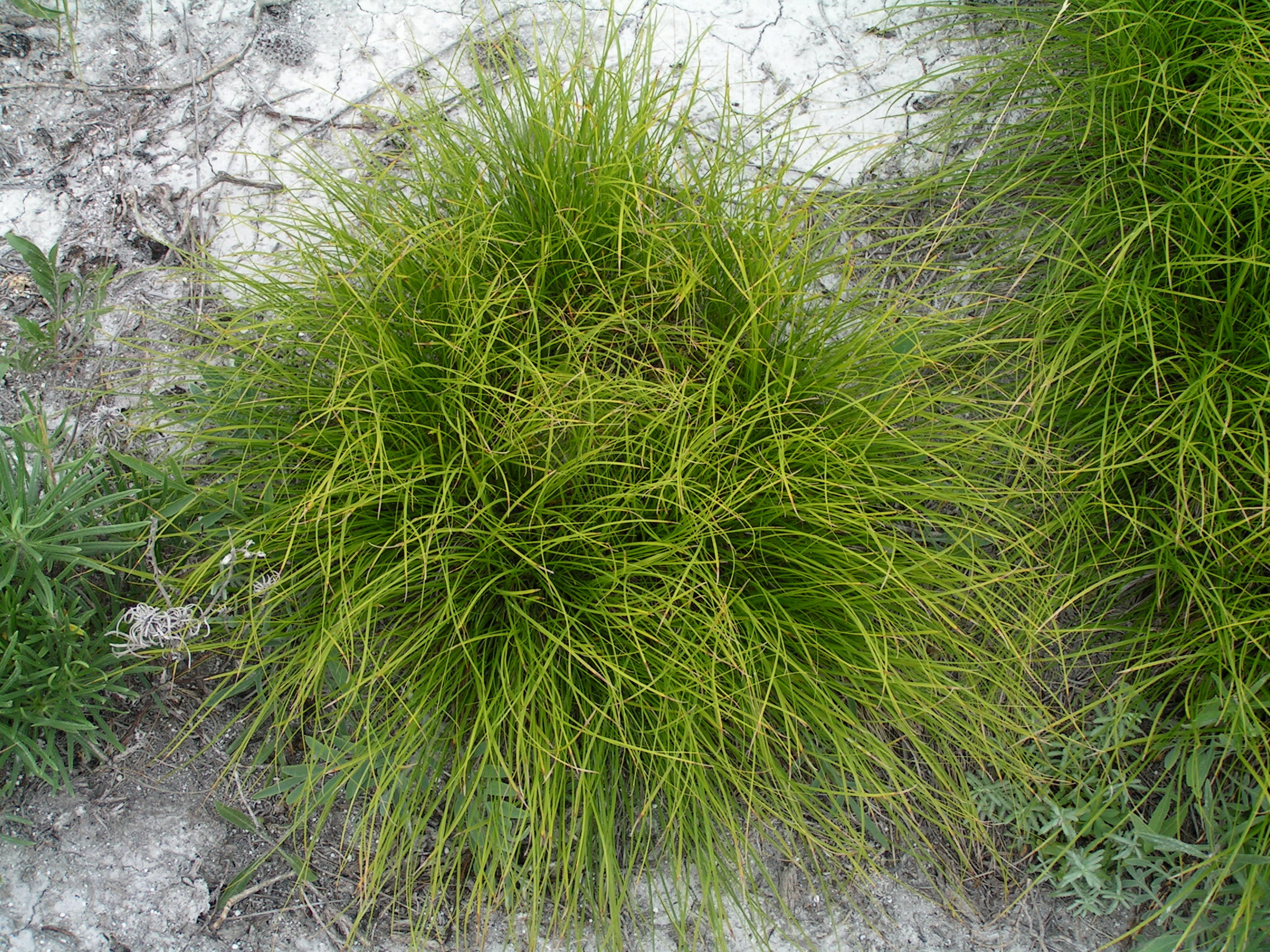
Вигляд дернини влітку.

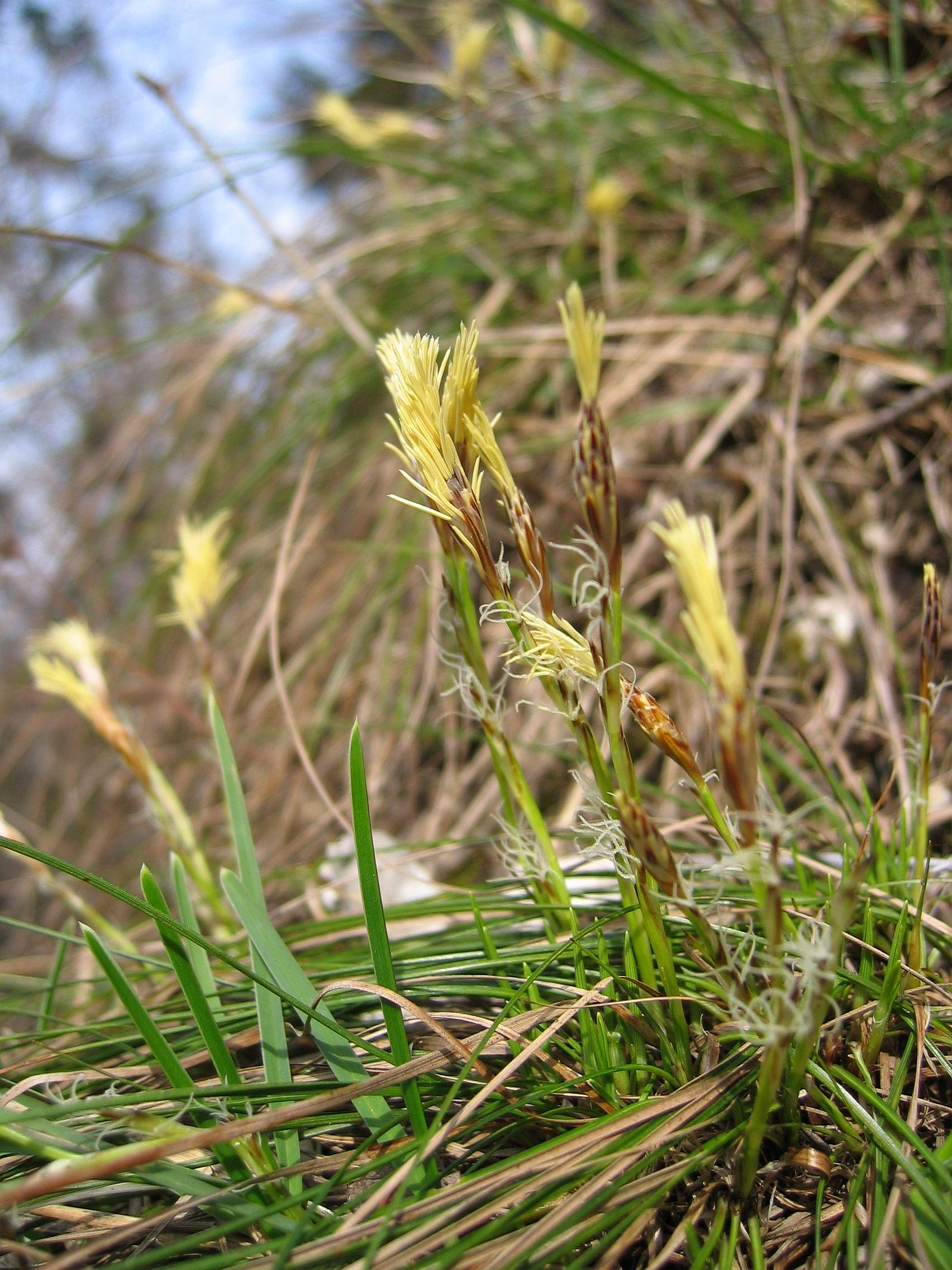
Суцвіття.

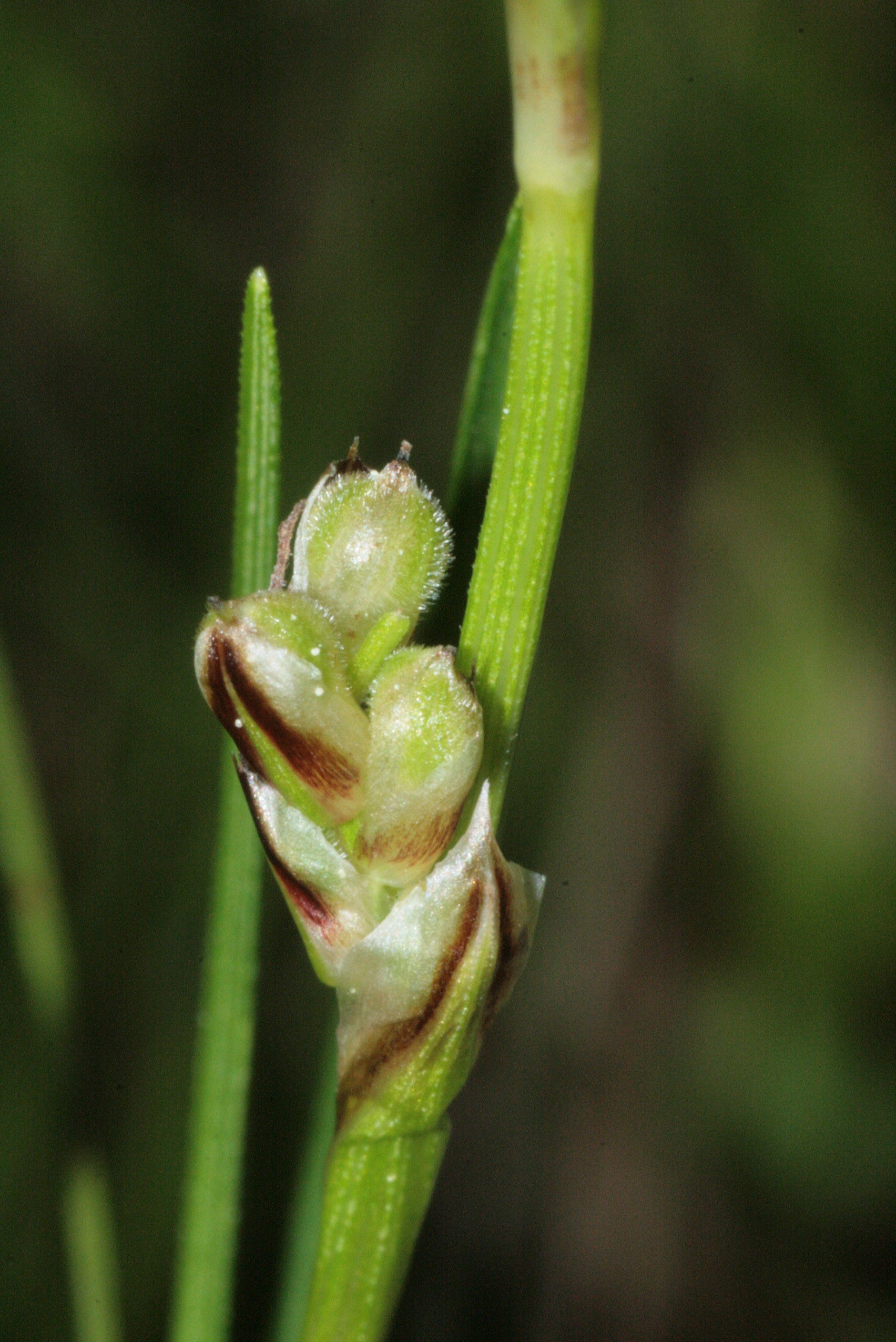
Плоди.

Багаторічна трав'яниста рослина заввишки 4-15 см, що утворює щільні дернини. Кореневище висхідне, коротке, товсте і дерев'янисте. Стебла заввишки 2-10 см у кількості від 2 до 15, прямовисні, заокруглено-тригранні, гладенькі, вкриті численними залишками листкових піхов червоно-бурого чи іржасто-пурпурового кольору. Листки у 2-10 разів довші за стебла, вузьколінійні (1-2 мм завширшки), спочатку пласкі, згодом складені уздовж, світло-зелені або сірувато-зелені, жорсткі. Краї листкових пластинок пилчасті, а їхня поверхня та краї вкриті розсіяними щетинкоподібними волосками.
Суцвіття — короткі колоски, складені лише з чоловічих або жіночих квіток. Чоловічі суцвіття завжди розташовані на верхівці пагона по одному, а жіночі у кількості 1-3 штук розсіяні по всій довжині стебла, інколи знаходяться майже біля його основи. Колоски осоки низької протерандричні, тобто чоловічі зацвітають раніше за жіночі. Тичинковий колосок завдовжки 0,5-2 см, завширшки 2-4 мм і розташований на ніжці завдовжки до 1 см. Він лінійний, лінійно-ланцетний або ланцетний, відносно багатоквітковий, із довгими, широко-ланцетними або ланцетними, червоно-бурими лусками, з яких нижні — заокруглені, а верхні — гострі. Кожна луска на верхівці та по краю має широку білу плівку, тому тичинковий колосок загалом виглядає сріблястим. Жіночі колоски завширшки 5-7 мм, негусті, складені лише з 2-5 квіток, розташовані на ніжках завдовжки до 5 мм, які не виступають за краї трубчастих червоно-бурих піхов покривних листків. Нижній покривний листок здебільшого має видовжену піхву, біля верхівки косо зрізану, як правило, із редукованою листковою пластинкою, рідше — із короткою щетинкоподібною або лінійною пластинкою. Луски жіночих колосків від вузько- до широко-яйцеподібних, гострі чи коротко-остисті, від світло- до червоно-бурого кольору, по краю широко білоплівчасті, із зеленкуватим кілем. Довжина лусок або дорівнює довжині мішечків, або дещо перевершує її. Мішечки завдовжки 2-3 мм обернено-яйцеподібні, при основі вузько-клиноподібні, з неясними жилками, тупо- чи опукло-тригранні, коротко-волосисті, зеленкувато-сірі, жовтувато- чи блідо-зелені, ближче до верхівки іржасті. Ближче до верхівки вони різко звужуються (майже округлі) в короткий, слабко-виїмчастий або цільний, надзвичайно вузький (завширшки 0,1 мм), бурий носик. Приймочок три.
Плоди — запушенні заокруглено-тригранні горішки із короткими двозубими носиками.
Число хромосом 2n = 36, 38, 72.

## Поширення
Осока низька належить до рослин із західно-палеарктичним типом ареалу, тобто розповсюджена майже по всій помірній зоні Євразії. В Європі вона відсутня лише на півночі субконтиненту. В Азії поширена від Кавказу і Надволжя на заході через Сибір аж до Далекого Сходу, включно із Китаєм, Корейським півостровом та Японським архіпелагом.
В Україні цей вид поширений у північно-східній частині степового поясу, подекуди проникаючи і в зону лісостепу. В лісових областях цей вид трапляється спорадично у світлих розріджених лісах, такі осередки існують у Поліссі, Карпатах, Криму.

## Екологія
Рослина морозостійка, світлолюбна, посухостійка — здатна ефективно використовувати запаси ґрунтової вологи завдяки розвинутій кореневій системі, що проникає на глибину до 40 см. Зростає на рівнинах у степах та на добре прогрітих суходільних луках, особливо у місцях близького залягання вапняків та крейди. Крім того, осока низька трапляється у нижньому та середньому поясі гір, де займає остепнені соснові, модринові, дубові та мішані ліси, сухі трав'янисті схили, щебенисті гірські степи. В Альпах вона не підіймається вище за 1500 м, на Кавказі відмічена на висотах 1300—2500 м. У горах осока низька є типовим видом особливих фітоценозів — «знижених Альп». На теренах України ця осока входить до рослинного угруповання, називаного Pineta sylvestris. Такий фітоценоз утворений сосною звичайною, під гіллям якої у трав'яному покриві панує саме цей вид. Крім того, у степовій зоні за участю осоки низької утворюються рослинні угруповання, які об'єднують у формацію Cariceta humilis. Ця формація має в Україні три ексклави: подільський, середньоруський та кримський, в кожному з яких співдомінантами осоки низької виступають різні види рослин. Найчастіше разом із нею зростають такі трави як костриця валіська, ковила волосиста та найкрасивіша, стоколос прибережний, келерія гребінчаста.
Розмножується вегетативно та насінням. Вегетативне розмноження відбувається шляхом поділу кореневища, проте, через його незначну довжину дочірні особини зростають у притул до материнської, утворюючи щільні дернини. З часом така дернина розростається своїми краями, тоді як її центральна частина поступово відмирає. Внаслідок цього процесу дернина інколи набуває вигляду підкови чи кільця, яке поступово ділиться на окремі частини, кожна з яких започатковує нову колонію-клон.
Цвітіння відбувається наприкінці квітня — початку травня. В. В. Альохін за спостереженнями у Центрально-Чорноземному заповіднику (Росія) виділяв жовтуватий аспект під час цвітіння у степу осоки низької, але в останні роки у зв'язку зі зниженням чисельності виду такі аспекти вже не спостерігають. Запилення здійснюється за допомогою вітру. У поширенні насіння певну роль відіграють мурахи (мірмекохорія).
У природі осока низька відіграє важливу роль в харчуванні диких тварин. Її листям ласують сарни, зайці, бабаки. Деякою мірою вона сприяє утворенню чорноземів, особливо у кримських яйлах на малопотужних карбонатних ґрунтах.

## Значення і статус виду
Осока низька є цінним кормом для худоби, яка споживає молоді, ще не загрубілі пагони навесні й початку літа. Особливо полюбляють їсти цю траву вівці та коні. Серед корисних господарських ознак слід зазначити здатність швидко відновлюватись після ушкодження тваринами та стійкість до витоптування.
Не зважаючи на це, в окремих регіонах цей вид став рідкісним. В Україні осока низька занесена в списки охоронюваних рослин в 11 областях, а в Росії — в місцеві Червоні книги 6 адміністративних одиниць. Рослинні угруповання за участю осоки низької є рідкісними та занесені до Зеленої книги України. Чинниками, що несприятливо впливають на чисельність цієї рослини, є степові пожежі, надмірне випасання худоби, вузька еколого-ценотична амплітуда виду.

## Таксономія
В межах виду виділяють два підвиди:
- Carex humilis var. humilis — номінативний, поширений у західній частині ареалу від Європи до Сибіру;
- Carex humilis var. nana (H.Lev. & Vaniot) Ohwi — осока приземкувата, поширена у східній частині ареалу від Сибіру до Далекого Сходу.

Крім того, для цього виду наводять наступні синоніми:
- Carex buschiorum V.I.Krecz. ex Kolak.
- Carex callitrichos var. austrohinganica Y.L.Chang & Y.L.Yang
- Carex clandestina Gooden.
- Carex gersneri Suter
- Carex humilis var. humilis
- Carex humilis var. longifolia Stoeva & E.D.Popova
- Carex prostrata All.
- Carex scariosa Lam.
- Trasus clandestinus (Gooden.) Gray[6]